# ワンワールド

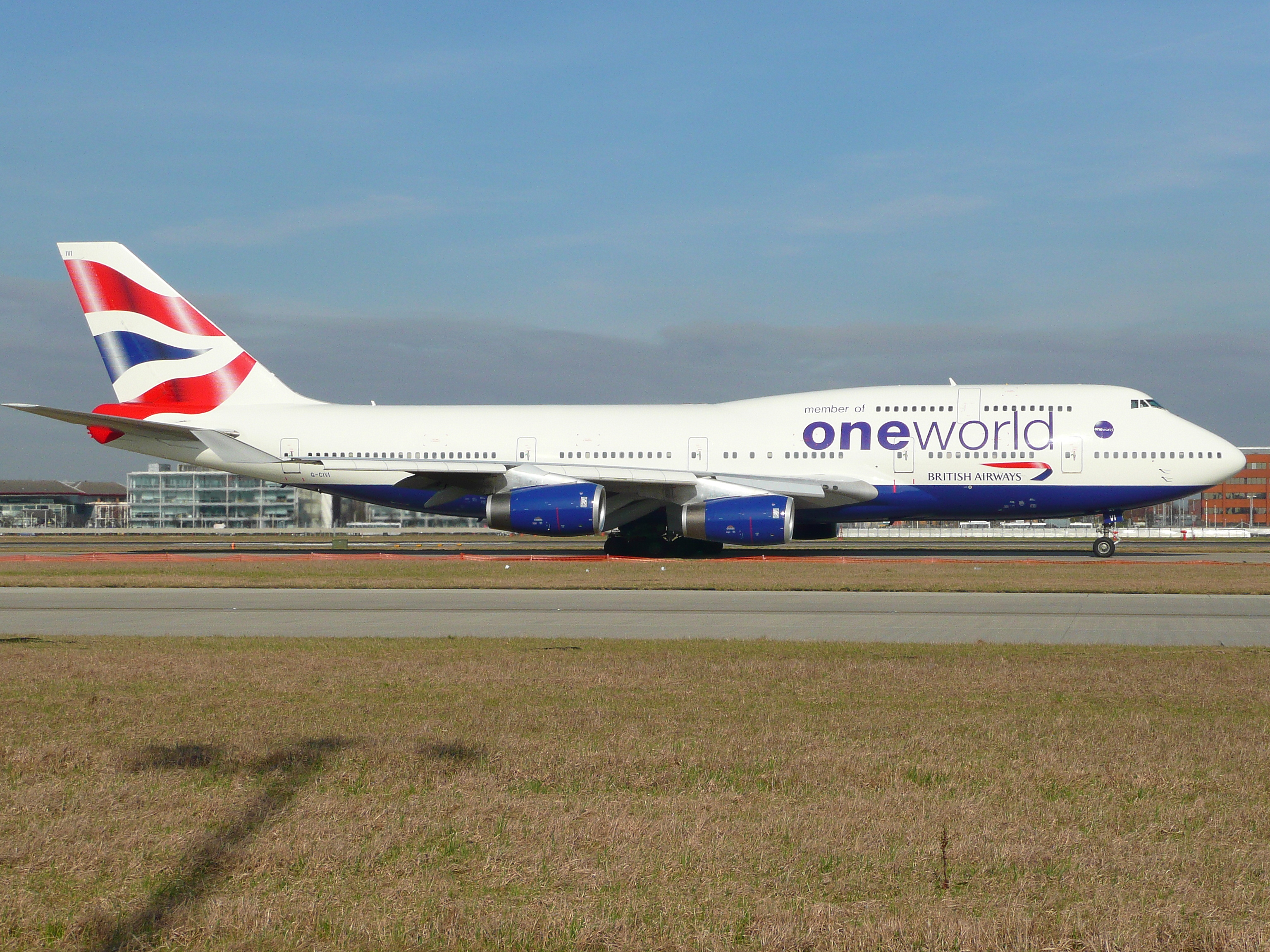
ワンワールド塗装機（ブリティッシュ・エアウェイズ）

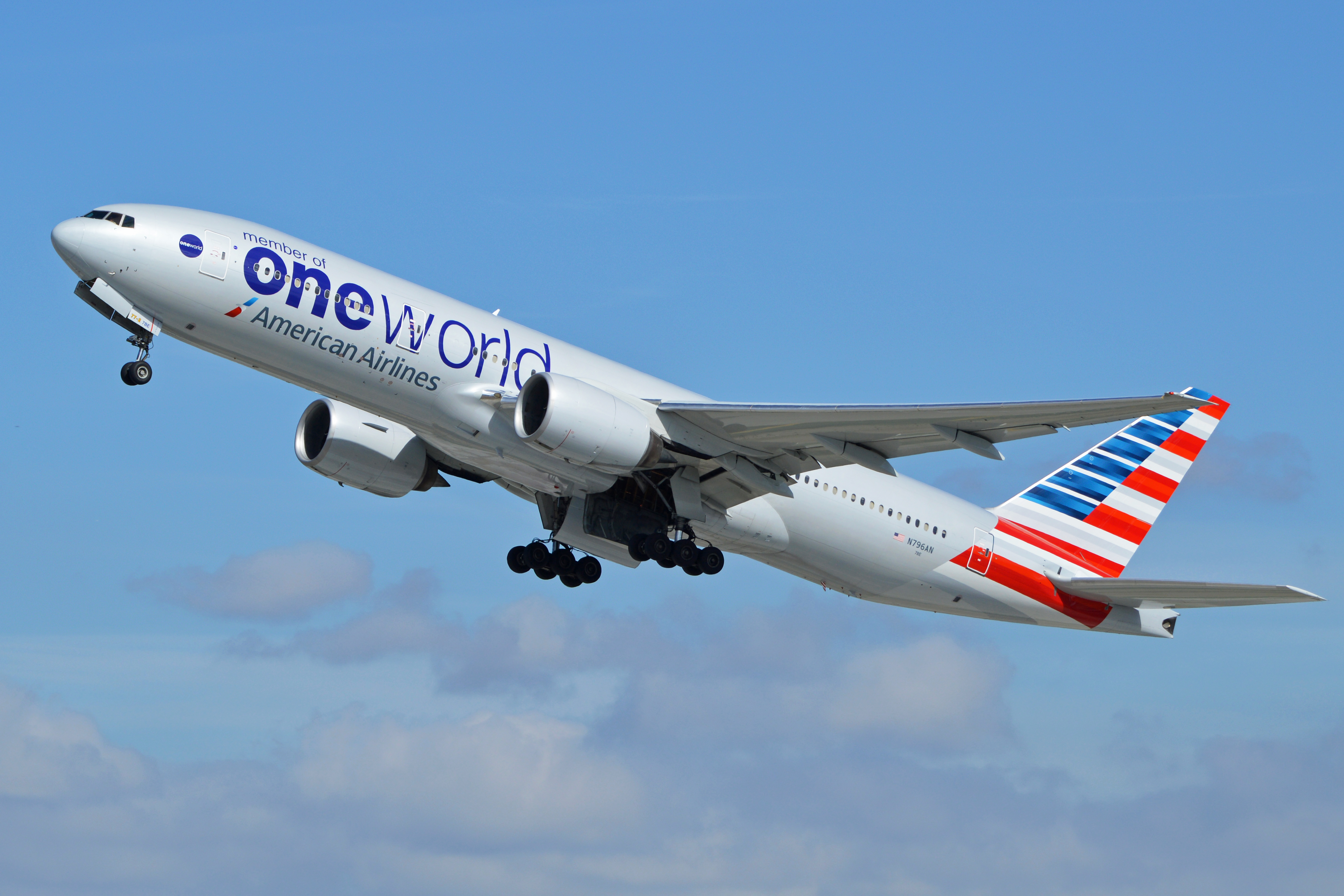
ワンワールド塗装機（アメリカン航空）

ワンワールド（英: oneworld）は、世界規模の航空連合の1つである。アライアンス・スローガンは「Travel bright.」。

## 概要
ワンワールドは世界170カ国、1,012カ所の目的地に達し、便数は毎日13,000便を超える。2025年6月時点で3つ存在する航空連合の中で第3位と、アライアンス自体の規模や加盟会社数としてはスターアライアンスやスカイチームの後塵を拝しているものの、他のアライアンスと比べ、上質かつ安定したサービスを受けられるのが特徴である。メンバー航空会社及びその関連会社は、運航計画、航空券発行、共同運航、乗継便運用、マイレージサービス、空港ラウンジの共有、経費節減、及びベストプラクティスにおいて高度な協力関係を有している。
正規メンバー会社の子会社はアフィリエイトメンバーと位置づけられ、利用者側には正規メンバー会社と同等の特典が受けられるようにする事が出来るが、かつてスターアライアンスに存在したリージョナルメンバーや、スカイチームでのアソシエイトメンバーといった、正会員会社と資本関係のない提携会社を議決権を持たない準会員として扱う事はしていない。
ワンワールドは、中央管理機構を確立した最初の航空連合である。発足当初はカナダのバンクーバー、2010年よりアメリカ合衆国のニューヨークに本部を置き、加盟航空会社各社の最高責任者で構成されるアライアンス委員会への報告を担当する責任者が本部に駐在する。アライアンス委員会の議長は基本的に持ち回り制である。業務担当者への報告は、営業・情報技術・広報、空港・顧客サービス、並びにグローバルプロジェクトディレクターの職務長によって行われている。また、2010年にはアジア地域における営業・広報活動の拠点として東京にアジア地区本部を設置した。
メンバー航空会社は、技術・整備事業、方針・手順調整、開発・支援ソリューション連携などで航空業界を通して使用できる可能な限り広範囲に亘る共通規格も開発した。また経費も一括購入と部品の相互共有によって削減されている。
ワンワールドは、2006年度までの過去3年間の加盟航空会社の総収支が黒字である唯一の航空連合であったが、この記録も2008年には途絶えた。加盟会社全てが黒字というわけではなく、数社が足を引っ張っている構図になっている。かつて大きく赤字を計上していたアメリカン航空は、後に収支が改善した。
インターネットユーザーが、投票によって賞を与えるワールド・トラベル・アワーズでは、ワンワールドは2019年度までの17年連続でベスト航空連合に選出されている。

## ネットワーク

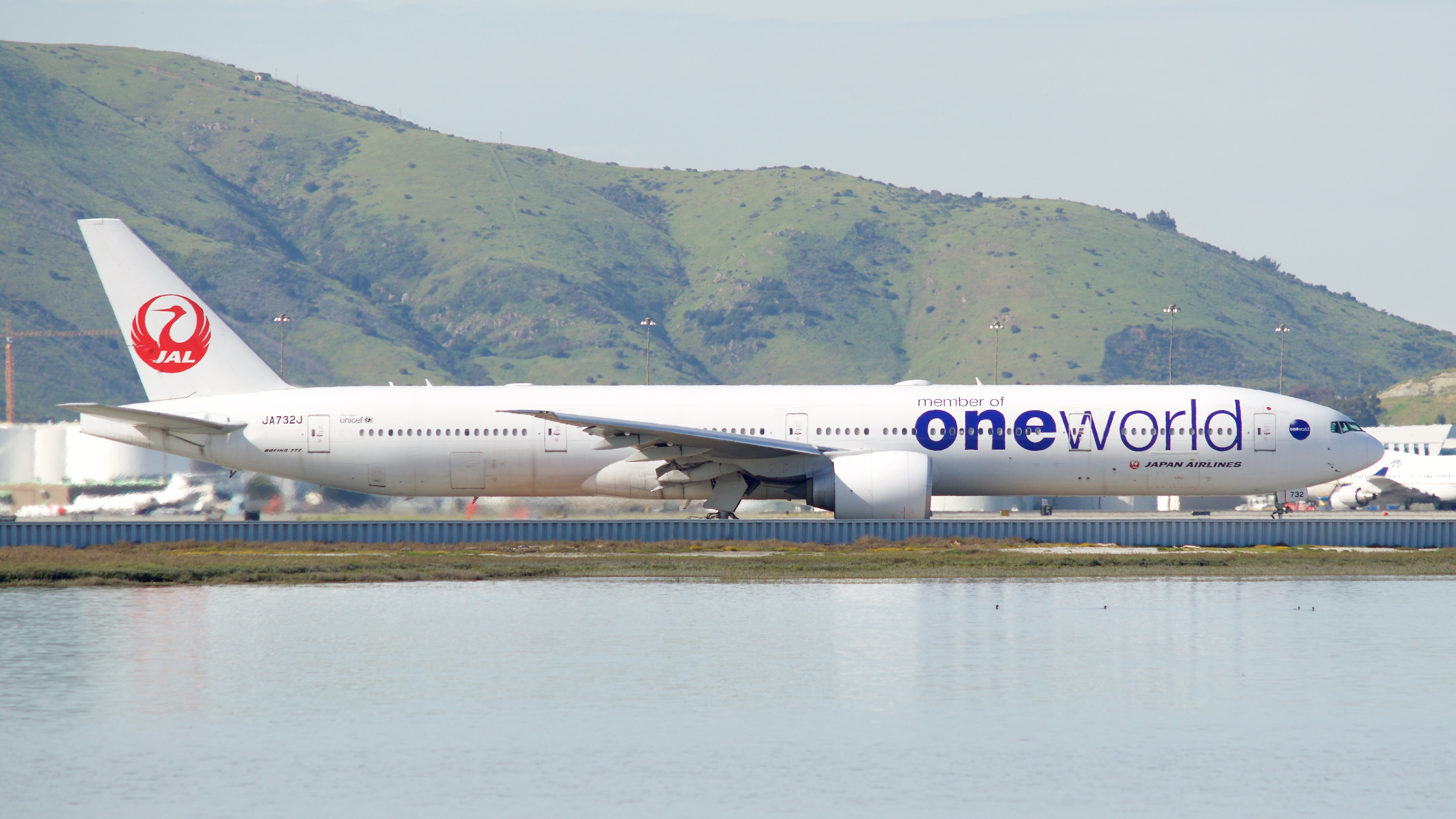
ワンワールドに加盟している航空会社の1つである日本航空(JAL)。

### メンバーのネットワーク
就航都市数はアメリカン航空、就航国・地域数はカタール航空が最大である。
| 航空会社                     | 就航都市数 | 就航国・地域数 |
| ---------------------------- | ---------- | -------------- |
| アラスカ航空                 | 125        | 7カ国          |
| アメリカン航空               | 352        | 60カ国         |
| ブリティッシュ・エアウェイズ | 198        | 72カ国         |
| キャセイパシフィック航空     | 80         | 28カ国         |
| フィンエアー                 | 100        | 35カ国         |
| イベリア航空                 | 137        | 46カ国         |
| 日本航空                     | 199        | 64カ国         |
| マレーシア航空               | 55         | 20カ国         |
| カンタス航空                 | 98         | 25カ国         |
| カタール航空                 | 178        | 82カ国         |
| ロイヤル・エア・モロッコ     | 82         | 41カ国         |
| ロイヤルヨルダン航空         | 45         | 29カ国         |
| スリランカ航空               | 112        | 58カ国         |
| フィジー・エアウェイズ       | 25         | 14カ国         |
| オマーン・エア               | 45         | 29カ国         |

### アジア
設立当初はキャセイパシフィック航空が拠点とする香港国際空港から、中国本土や東南アジア各国への幅広いネットワークを構築していた。
2007年4月1日に日本の日本航空が正式加盟し、北東アジアおよび北太平洋地域のネットワークが強化された。
日本航空の加盟によって成田国際空港におけるワンワールド加盟航空会社の再配置が行われ、第2旅客ターミナルビルに集約された。同ターミナルを「北東アジアでのワンワールドのハブ」と考え、チェックインカウンターのクラス別での共用化や、空港ラウンジの改修などサービス機能を加盟就航会社共同で強化している。
2010年2月23日に加盟予定を発表したインドのキングフィッシャー航空はその後の経営難により加盟保留状態となり、2013年に倒産。ワンワールド加盟が消滅した。
2013年2月1日、ASEANにも幅広い路線網を持つマレーシア航空が加盟。これにより、東南アジア地域の更なるネットワーク強化が行われた。
2014年5月1日、南アジアや中東（西アジア）に幅広い路線網を持つスリランカ航空が加盟。
この他、中華民国のスターラックス航空が2025年末に申請予定。2019年にスカイチームを脱退した中華人民共和国最大の航空会社、中国南方航空が加盟を検討している。

### 中東・西アジア
2007年4月1日に、ロイヤル・ヨルダン航空が中東では初となるワンワールドメンバーとして加盟した。
2013年10月30日、豊富な機材で世界各地にネットワークを有するカタール航空が加盟。ヨーロッパから中東（西アジア）への便が多いブリティッシュ・エアウェイズの路線を含め、中東内のみならず中東とヨーロッパ間などのネットワークがさらに拡充される。
オマーン・エアが2025年6月30日に加盟。中東（西アジア）ネットワークにおいてターキッシュ エアラインズ1社のスターアライアンス、サウディア・ミドル・イースト航空の2社を率いるスカイチームに対しワンワールド加盟会社が3社となり、更に優位に立つ見込みである。

### オセアニア
オセアニアでは最大規模のネットワークを誇るオーストラリアのカンタス航空が加盟している。
2018年にはフィジー・エアウェイズが「ワンワールド・コネクト」として加盟。
オセアニア方面にメンバーを持たないスカイチームや、オーストラリア内で国内線を持たないニュージーランド航空1社のスターアライアンスに比べ優位に立っている。
2025年3月31日にはフィジー・エアウェイズが正式メンバーとして加盟した。

### ヨーロッパ・ロシア・CIS諸国
2010年末にインターナショナル・エアラインズ・グループ（IAG）として経営統合したブリティッシュ・エアウェイズとイベリア航空、加えてフィンエアーがヨーロッパの東西南北の主要国をほぼ網羅するネットワークを持つため、ほぼ全土へ路線網を伸ばしている。
一方、マレーヴ・ハンガリー航空が2012年に、エア・ベルリンが2017年に経営破綻して消滅、さらに2022年にはS7航空がロシアのウクライナ侵攻を受けて一時会員資格停止となったため、中東欧・ロシアの加盟会社が皆無となり、チェコ・ルーマニアの航空会社が加盟するスカイチームやルフトハンザドイツ航空を盟主としたドイツ語圏各国の航空会社、加えてポーランド、クロアチア、ギリシャ、トルコに加盟会社を持つスターアライアンスに比べると中東欧ネットワークはかなり脆弱となっている。そのため、ヨーロッパにおけるシェアは3位と、スカイチーム、スターアライアンスの後塵を拝している。
2010年2月13日、米国運輸省がアメリカン航空、ブリティッシュ・エアウェイズ、イベリア航空、フィンランド航空、ロイヤル・ヨルダン航空の5社が共同で申請していたヨーロッパと北アメリカを結ぶ大西洋路線の反トラスト法適用除外 (ATI) を暫定的に認可することを決定。その後同年7月14日には欧州委員会 (EC) からもATI認可がおり、米国運輸省も同年7月20日までに5社への認可を正式に決定した。これを受けて、今後5社共同で大西洋路線の運営・管理を行う方針である。
ロシア・CIS諸国においては、2022年9月時点で加盟会社は無い。
かつては、ロシア第2位の航空会社であるS7航空（2010年加盟）が加盟していたが、2022年ロシアのウクライナ侵攻より、2022年4月19日よりワンワールドの資格を一時停止されている。

### アフリカ
2020年4月1日にロイヤル・エア・モロッコが加盟し、ワンワールドでは初となるアフリカの航空会社となったほか、ブリティッシュ・エアウェイズがイギリスの旧植民地を中心に多くの路線網を有している。かつては同社の傘下にある南アフリカのコムエアーがアフィリエイトメンバーとして参加していたが、2022年6月9日に会社清算を発表した。エジプト航空と南アフリカ航空、エチオピア航空の3社を擁するスターアライアンスに比べるとネットワークは小さい。

### 南北アメリカ
北アメリカにおいてはアメリカン航空とアラスカ航空が加盟している。アメリカン航空はUSエアウェイズとの合併で世界最大の航空会社になったことにより、米国国内線はもとより中央南アメリカ路線など米国を拠点とする国際線のネットワークが充実した。また、2021年3月31日にアラスカ航空が加盟し、これによりアラスカやハワイなどの米国西海岸路線が更に強化される形になった。
設立メンバーの1社であったカナディアン航空が2002年にエア・カナダ（スターアライアンス）に吸収合併され、2009年に加盟したメキシカーナ航空が2010年に経営破綻して消滅したことで、北米大陸におけるプレゼンスは、他のアライアンスと比較して高まっていない。
ヨーロッパのブリティッシュ・エアウェイズがイギリスと北アメリカ間に多くの路線を持つ他、2010年10月の羽田空港の国際線増便以降は、羽田空港-米国間の直行便数では、ワンワールドが最多になる。
南アメリカにおいては、かつてはLATAM航空グループのLATAM チリ（2000年加盟）、LATAM ブラジル（2014年加盟）が加盟していたが、2020年4月30日をもってワンワールドを脱退しており加盟会社は無い。
以後はラテンアメリカ諸国におけるネットワークはテキサス州を本拠地とするアメリカン航空が中心となりカバー、加えてアラスカ航空も一部を補完している状態になっている。しかしながら、LATAMグループの脱退によりアビアンカ航空・コパ航空を擁するスターアライアンス、アルゼンチン航空・アエロメヒコ航空を率いるスカイチームと比較してワンワールドは劣勢に立たされている。

## 歴史
- 1998年 - アメリカン航空、ブリティッシュ・エアウェイズ、カナディアン航空、キャセイパシフィック航空、カンタス航空が連合を意図した形態の発表を行い、9月にワンワールドが発足。
- 1999年 - 2月から運営が行われ、メンバー航空会社は連合の特典の提供を始める。イベリア航空とフィンエアーが、本年の終わり頃に正式加盟。
- 2000年 - エアリンガス及びラン・チリ航空（現在はLATAM チリ）が正式加盟。同年、設立メンバーであるカナディアン航空が財務悪化後にエア・カナダに吸収合併された（エア・カナダは競争相手であるスターアライアンスのメンバー）。
- 2003年 ~ 2005年 - スイスインターナショナルエアラインズは、コードシェア便の拡張、ロンドン・ヒースロー空港でのスロット交換合意及びブリティッシュ・エアウェイズのエグゼクティブ・クラブでのスイス・フリークエント・フライヤー・プログラムの統合を含む、イギリスの航空会社として戦略同盟に合意したブリティッシュ・エアウェイズが確認書類にサインすると同時に、9月に加盟要請が受け付けられた。しかし、2004年6月に、スイスインターナショナルエアラインズは重大な経費並びに合併の障害が長期間の利益より重い事を引用して、合意を破棄した。BA同盟の破棄の結果、スイスインターナショナルエアラインズはワンワールドに加入する申請を継続しない事を決定した。その後2005年3月に、ルフトハンザドイツ航空はスターアライアンスのメンバーへの道を開くため、スイスインターナショナルエアラインズを買収すると発表した。2003年中、ブリティッシュ・エアウェイズ及びKLMオランダ航空は同盟を拡大するためKLMの戦略パートナーであるノースウエスト航空を引き抜き、ワンワールドの加盟航空会社をもっと増やすため、吸収合併が可能か話し合いを始めた。しかしながら、この話は実を結ばずKLMは次年度にエールフランスと合併し、スカイチームに加盟した（エールフランス - KLM）。
- 2007年4月1日 - 日本航空、マレーヴ・ハンガリー航空、ロイヤル・ヨルダン航空が正式加盟。エアリンガスが脱退。
- 2007年11月1日 - 香港ドラゴン航空（後のキャセイドラゴン航空、現在はキャセイパシフィック航空に吸収され消滅）が加盟。
- 2009年11月10日 - メキシカーナ航空が加盟。
- 2010年1月19日 - 日本航空が、2兆3000億円の負債を抱え経営破綻、倒産。この時、日本航空に対しデルタ航空とスカイチームが支援を表明[14]し、再建策が検討されるものの、1兆円の公的資金の投入や、経営再建のために新会長に就任した稲盛和夫が、これまでの日本航空とアメリカン航空との関係等を重視した経営判断により、一転してスカイチームへの移籍計画を中止し、ワンワールドへの残留が決定した[15]。
- 2010年8月28日 - メキシカーナ航空が、同日付けで全便の運航を停止。2014年4月4日に裁判所から破産宣告が下され、事実上脱退した。
- 2010年11月15日 - ロシアのS7航空が加盟。
- 2012年2月3日 - マレーヴ・ハンガリー航空が、同日付けで全便の運航を停止すると発表[16][17]。同年2月14日、ブダペスト首都裁判所より破産宣告と会社清算命令が下され、事実上脱退した[18]。
- 2012年3月20日 - エア・ベルリンと子会社のニキ航空が加盟。
- 2012年10月25日 - フィンエアーの子会社、ノルディック・リージョナル・エアラインズ（旧社名: フライビー・フィンランド）がアフィリエイトメンバーとして加盟（ただし、フィンエアーに代わって運行しているルートに限る）[19]。
- 2012年12月1日 - ブリティッシュ・エアウェイズの子会社、オープンスカイズがアフィリエイトメンバーとして加盟[20]。
- 2013年2月1日 - マレーシア航空が加盟。
- 2013年10月1日 - LATAM チリの子会社、LATAM コロンビアがアフィリエイトメンバーとして加盟[21]。
- 2013年10月30日 - カタール航空が加盟[22]。
- 2014年3月31日 - TAMブラジル航空(のちのLATAM ブラジル)とUSエアウェイズが加盟。
- 2014年5月1日 - スリランカ航空が加盟。
- 2017年10月27日 - エア・ベルリンが破産のため脱退[23]。
- 2018年6月1日 - ワンワールド・コネクト(oneworld connect)として、フィジー・エアウェイズが加盟[24]。
- 2019年2月2日 - アメリカン航空とカンタス航空に強硬な姿勢を取り続けていたカタール航空のCEO、アクバル・アル・ベイカー氏が姿勢を一転、ワンワールドに残留する考えを明らかにした[25]。
- 2019年9月27日 - LATAM航空グループが、スカイチームメンバーのデルタ航空との提携を開始すると発表し[26]、同日に脱退する意向を示した[27]。
- 2020年4月1日 - ロイヤル・エア・モロッコが加盟[28]。
- 2020年4月30日 - LATAM航空グループが脱退[13]。
- 2020年10月25日 - 日本航空傘下の日本エアコミューターと北海道エアシステムがアフィリエイトメンバーとして加入[29]。
- 2021年3月31日 - アラスカ航空が加盟[30]。
- 2022年4月19日 - S7航空が2022年ロシアのウクライナ侵攻を受けて会員資格を一時停止された。
- 2025年3月31日 - フィジー・エアウェイズが正式メンバーとして加盟した[31]。
- 2025年6月30日 - オマーン・エアが加盟[32]。
- 2025年末 - スターラックス航空が申請予定。

## 加盟航空会社

### 本会員

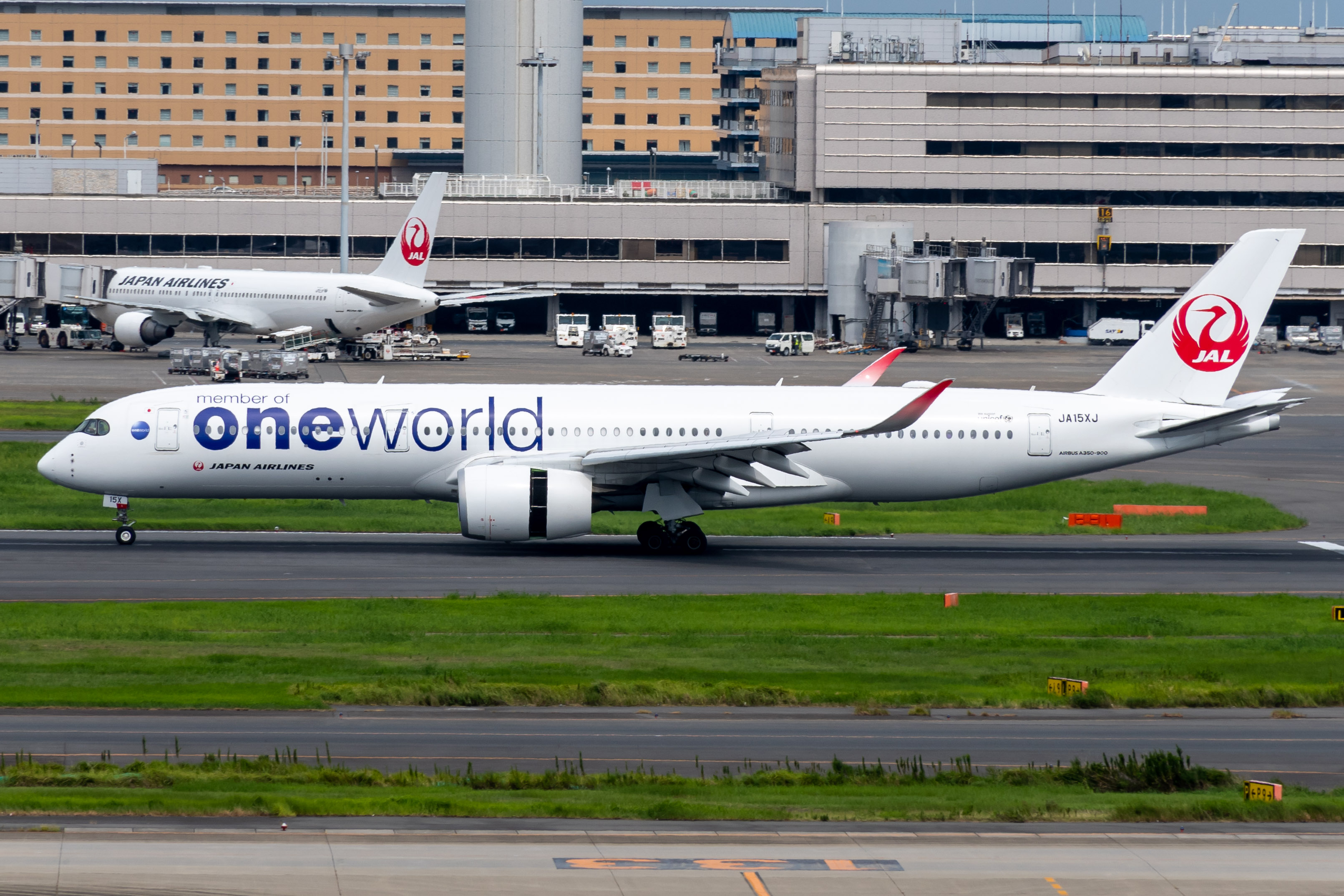
日本の日本航空（JAL）も2007年4月1日よりワンワールドに加盟している。写真はoneworld塗装のエアバスA350-900型機。

太字は創立時のメンバー。
| 加盟航空会社                                     | 国             | 加盟日         | アフィリエイトメンバー                                                        |
| ------------------------------------------------ | -------------- | -------------- | ----------------------------------------------------------------------------- |
| アラスカ航空 （Alaska Airlines）                 | アメリカ合衆国 | 2021年3月31日  | ホライゾン航空 スカイウェスト航空                                             |
| アメリカン航空 （American Airlines）             | アメリカ合衆国 | 1999年2月1日   | アメリカン・イーグル                                                          |
| ブリティッシュ・エアウェイズ （British Airways） | イギリス       | 1999年2月1日   | BAシティフライヤー BAユーロフライヤー サンエア・オブ・スカンジナビア          |
| キャセイパシフィック航空 （Cathay Pacific）      | 香港           | 1999年2月1日   |                                                                               |
| フィンエアー （Finnair）                         | フィンランド   | 1999年9月1日   | ノルディック・リージョナル・エアラインズ                                      |
| イベリア航空 （Iberia）                          | スペイン       | 1999年9月1日   | イベリア・エクスプレス イベリア・リージョナル                                 |
| 日本航空 （Japan Airlines）                      | 日本           | 2007年4月1日   | 北海道エアシステム ジェイエア 日本エアコミューター 日本トランスオーシャン航空 |
| マレーシア航空 （Malaysia Airlines）             | マレーシア     | 2013年2月1日   |                                                                               |
| カンタス航空 （Qantas）                          | オーストラリア | 1999年2月1日   | カンタスリンク                                                                |
| カタール航空 （Qatar Airways）                   | カタール       | 2013年10月30日 |                                                                               |
| ロイヤル・エア・モロッコ （Royal Air Maroc）     | モロッコ       | 2020年4月1日   | ロイヤル・エア・モロッコ・エクスプレス                                        |
| ロイヤルヨルダン航空 （Royal Jordanian）         | ヨルダン       | 2007年4月1日   |                                                                               |
| スリランカ航空 （SriLankan Airlines）            | スリランカ     | 2014年5月1日   |                                                                               |
| フィジー・エアウェイズ （Fiji Airways）          | フィジー       | 2025年3月31日  |                                                                               |
| オマーン・エア （Oman Air）                      | オマーン       | 2025年6月30日  |                                                                               |

### 資格停止中の航空会社
| 加盟航空会社           | 国     | 加盟日         | 資格停止日    | アフィリエイトメンバー | 資格停止理由                               |
| ---------------------- | ------ | -------------- | ------------- | ---------------------- | ------------------------------------------ |
| S7航空 （S7 Airlines） | ロシア | 2010年11月15日 | 2022年4月19日 |                        | ロシアによるウクライナ侵攻に対する制裁措置 |

### 加盟予定航空会社
| 加盟航空会社                            | 国             | 加盟予定年 | アフィリエイトメンバー |
| --------------------------------------- | -------------- | ---------- | ---------------------- |
| スターラックス航空 （Starlux Airlines） | 中華民国       | 2025年     |                        |
| ハワイアン航空 （Hawaiian Airlines）    | アメリカ合衆国 | 2026年4月  |                        |

### 加盟の可能性が報道されている航空会社
- 中国南方航空[34]
- ルワンダ航空[35]

### 元加盟航空会社
太字は創立時のメンバー。
| 加盟航空会社                              | 国           | 加盟日         | 脱退日         | アフィリエイトメンバー                                                                                | 脱退理由                                                      |
| ----------------------------------------- | ------------ | -------------- | -------------- | --- | ------------------------------------------------------------- |
| エアリンガス （Aer Lingus）               | アイルランド | 2000年6月1日   | 2007年3月31日  | | 事業再編のため                                                |
| エア・ベルリン （Air Berlin）             | ドイツ       | 2012年3月20日  | 2017年10月28日 | ニキ航空 ベルエア                                                                                     | 倒産のため                                                    |
| カナディアン航空 （Canadian Airlines）    | カナダ       | 1999年2月1日   | 2000年6月1日   | カナディアン・ノース カーム・エア インター・カナディエン カナディアン・リージョナル                   | スターアライアンスメンバーの エア・カナダに吸収合併されたため |
| LATAM航空 （LATAM Airlines）              | チリ         | 2000年6月1日   | 2020年5月1日   | LATAM アルヘンティナ LATAM ブラジル LATAM コロンビア LATAM エクアドル LATAM エクスプレス LATAM ペルー | スカイチームメンバーの デルタ航空による株式取得のため         |
| マレーヴ・ハンガリー航空 （Malév）        | ハンガリー   | 2007年3月29日  | 2012年2月3日   | | 倒産のため                                                    |
| メキシカーナ航空 （Mexicana de Aviación） | メキシコ     | 2009年11月10日 | 2010年8月28日  | メキシカーナ・クリック メキシカーナ・リンク                                                           | 倒産のため                                                    |

### 加盟保留となり、のちに加盟破棄となった航空会社
| 加盟航空会社                                   | 国     | アフィリエイトメンバー | 加盟破棄理由         |
| ---------------------------------------------- | ------ | ---------------------- | -------------------- |
| キングフィッシャー航空 （Kingfisher Airlines） | インド |                        | 加盟前に破産したため |

## ハブ空港
| 加盟航空会社                 | 都市             | 空港                                           |
| ---------------------------- | ---------------- | ---------------------------------------------- |
| アラスカ航空                 | アンカレッジ     | テッド・スティーブンス・アンカレッジ国際空港   |
| アラスカ航空                 | サンフランシスコ | サンフランシスコ国際空港                       |
| アラスカ航空                 | シアトル         | シアトル・タコマ国際空港                       |
| アラスカ航空                 | ポートランド     | ポートランド国際空港                           |
| アラスカ航空                 | ロサンゼルス     | ロサンゼルス国際空港                           |
| アメリカン航空               | アーリントン     | ロナルド・レーガン・ワシントン・ナショナル空港 |
| アメリカン航空               | シカゴ           | シカゴ・オヘア国際空港                         |
| アメリカン航空               | シャーロット     | シャーロット・ダグラス国際空港                 |
| アメリカン航空               | ダラス           | ダラス・フォートワース国際空港                 |
| アメリカン航空               | ニューヨーク     | ジョン・F・ケネディ国際空港                    |
| アメリカン航空               | ニューヨーク     | ラガーディア空港                               |
| アメリカン航空               | フィラデルフィア | フィラデルフィア国際空港                       |
| アメリカン航空               | フェニックス     | フェニックス・スカイハーバー国際空港           |
| アメリカン航空               | マイアミ         | マイアミ国際空港                               |
| アメリカン航空               | ロサンゼルス     | ロサンゼルス国際空港                           |
| ブリティッシュ・エアウェイズ | ロンドン         | ロンドン・ガトウィック空港                     |
| ブリティッシュ・エアウェイズ | ロンドン         | ロンドン・ヒースロー空港                       |
| キャセイパシフィック航空     | 香港             | 香港国際空港                                   |
| フィンエアー                 | ヘルシンキ       | ヘルシンキ・ヴァンター国際空港                 |
| イベリア航空                 | マドリード       | アドルフォ・スアレス・マドリード＝バラハス空港 |
| 日本航空                     | 東京             | 東京国際空港                                   |
| 日本航空                     | 東京             | 成田国際空港                                   |
| 日本航空                     | 大阪             | 大阪国際空港                                   |
| 日本航空                     | 大阪             | 関西国際空港                                   |
| 日本航空                     | 名古屋           | 中部国際空港                                   |
| 日本航空                     | 那覇             | 那覇空港                                       |
| マレーシア航空               | クアラルンプール | クアラルンプール国際空港                       |
| マレーシア航空               | コタキナバル     | コタキナバル国際空港                           |
| カンタス航空                 | アデレード       | アデレード空港                                 |
| カンタス航空                 | シドニー         | シドニー国際空港                               |
| カンタス航空                 | パース           | パース空港                                     |
| カンタス航空                 | ブリスベン       | ブリスベン空港                                 |
| カンタス航空                 | メルボルン       | メルボルン空港                                 |
| カタール航空                 | ドーハ           | ハマド国際空港                                 |
| ロイヤル・エア・モロッコ     | カサブランカ     | ムハンマド5世国際空港                          |
| ロイヤル・ヨルダン航空       | アンマン         | クイーンアリア国際空港                         |
| スリランカ航空               | コロンボ         | バンダラナイケ国際空港                         |
| フィジー・エアウェイズ       | ナンディ         | ナンディ国際空港                               |
| オマーン・エア               | マスカット       | マスカット国際空港                             |

## フリークエント・フライヤー・プログラムの共用
ワンワールドにおけるマイレージサービスのランクはワンワールド・エリート・ステータス・レベルと呼ばれ、ルビー、サファイア、エメラルドの3段階がある。ワンワールド・エリート・ステータスは利用者が直接取得するものではなく、各加盟会社がそれぞれ設定するマイレージサービス（日本航空であればJALマイレージバンク）の各ランクと対応付けて利用できる。また加盟会社の相互利用でもマイルが加算されるよう規格化されているが、自社便最低搭乗回数など条件は各社異なる。

### ワンワールド・エリート・ステータス
- ワンワールド・エメラルド特典
  - ファーストクラスカウンターでのチェックイン
  - ファーストクラス・ビジネスクラス用ラウンジの利用
- ワンワールド・サファイア特典
  - ゲートでの優先搭乗
  - ビジネスクラス用ラウンジの利用
- ワンワールド・ルビー特典
  - ビジネスクラスカウンターでのチェックイン
  - 優先空席待ち
  - 事前優先座席予約

| 運営航空会社                 | マイレージサービスの名称               | ワンワールド・ルビー | ワンワールド・サファイア            | ワンワールド・エメラルド                       |
| ---------------------------- | -------------------------------------- | -------------------- | ----------------------------------- | ---------------------------------------------- |
| アラスカ航空                 | Mileage Plan                           | MVP                  | MVPゴールド                         | MVPゴールド75K                                 |
| アメリカン航空               | AAdvantage                             | ゴールド             | プラチナ                            | エグゼクティヴ・プラチナ                       |
| ブリティッシュ・エアウェイズ | Executive Club                         | ブロンズ             | シルバー                            | プレミア ゴールド                              |
| キャセイパシフィック航空     | The Marco Polo Club                    | シルバー             | ゴールド                            | ダイヤモンド プラス ダイヤモンド               |
| フィンエアー                 | Finnair Plus                           | シルバー             | ゴールド                            | プラチナ                                       |
| イベリア航空                 | Iberia Plus                            | シルバー             | ゴールド                            | プラチナ                                       |
| 日本航空                     | JALマイレージバンク (JAL Mileage Bank) | クリスタル           | サファイア                          | ダイヤモンド                                   |
| 日本航空                     | JALグローバルクラブ (JAL Global Club)  | -                    | JGCサファイア JGCクリスタル JGC会員 | JGCダイヤモンド JGCプレミア                    |
| マレーシア航空               | Enrich                                 | シルバー             | ゴールド                            | プラチナ                                       |
| カンタス航空                 | Qantas Frequent Flyer                  | シルバー             | ゴールド                            | チェアマンズ・ラウンジ プラチナ・ワン プラチナ |
| カタール航空                 | Privilege Club                         | シルバー             | ゴールド                            | プラチナ                                       |
| ロイヤル・エア・モロッコ     | Safar Flyer                            | シルバー             | ゴールド                            | プラチナ                                       |
| ロイヤル・ヨルダン航空       | Royal Plus                             | シルバー             | ゴールド                            | プラチナ                                       |
| スリランカ航空               | FlySmiLes                              | クラシック           | ゴールド                            | プレミアム                                     |
| オマーン・エア               | Sindbad                                | ブルー               | シルバー                            | ゴールド                                       |